# チガヤ

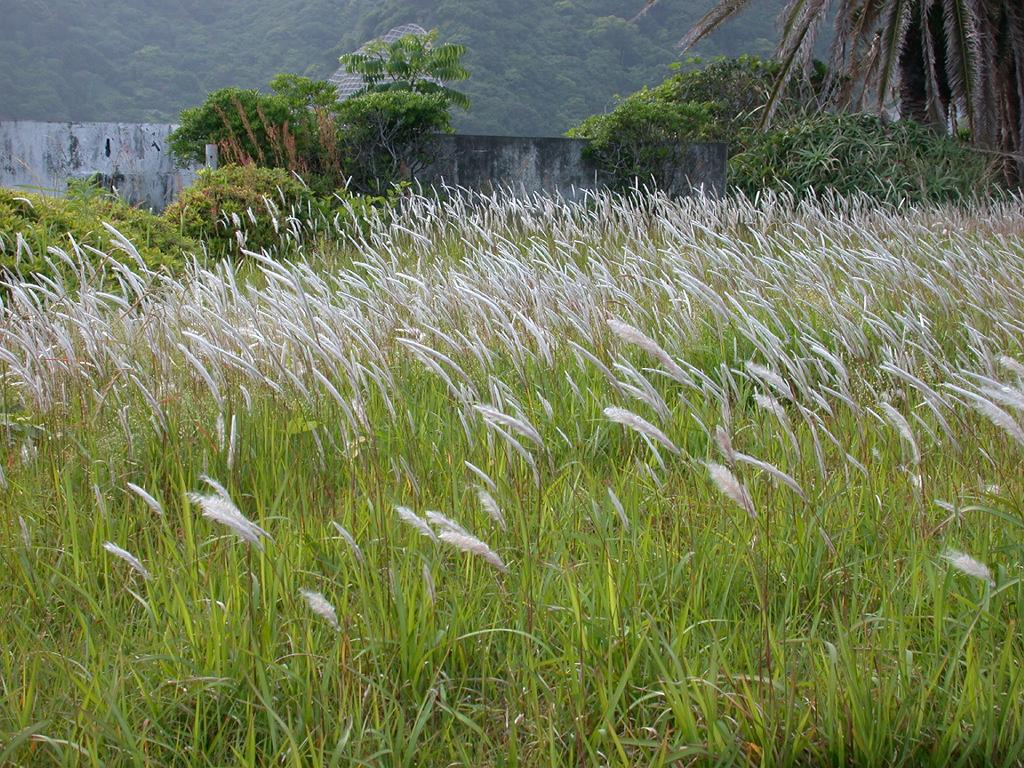
穂（2008年5月）

チガヤ（千萱、茅、白茅、茅萱、Imperata cylindrica）は、単子葉植物イネ科チガヤ属の植物である。日当たりのよい空き地に一面にはえ、細い葉を一面に立てた群落を作り、白い穂を出す。終戦直後は食べられたこともある、古くから親しまれた雑草である。

## 名称
和名チガヤの由来は、「チ」は千を表し、多く群がって生える様子から、千なる茅（カヤ）の意味で名付けられたものである。漢字で「茅」と書き、尖った葉が垂直に立っている様子から、矛に見立てたものである。花穂は漢字で「茅花」と書くことから、チバナ、ツバナの別名でも呼ばれ、このほかにもチ、マクサ、マカヤ、ミノカヤ、カヤなど多数の地方名がある。
日本では古くから親しまれ、古名はチ（茅）であり、花穂はチバナまたはツバナとも呼ばれ、『古事記』や『万葉集』にもその名が出る。
英語名は、cogongrass, alang-alang, Japanese blood glass などの呼び名がつけられている。
花言葉は、「親しみ深い」「子供の守護神」「みんなで一緒にいたい」である。

## 分布と生育地
日本では、北海道から琉球列島までの全土、国外ではアジア大陸の中西部からアフリカ、オーストラリアにわたる広い範囲に分布し、現在では北アメリカにも帰化している。なお、日本にあるものをフシゲチガヤ(var. koenigii (Retz.) Durand et Schniz) として変種とする説がある。原名変種は地中海沿岸に分布し、節に毛がないこと、小穂がやや大きく、柄がほとんどないことで区別される。
なお、チガヤ属には世界の熱帯から暖帯に約10種があるが、日本では1種だけである。
日当たりのよい丘陵地、原野、草地、野山にごく普通に見られ、道端や畑、公園、空き地など草刈りが良く行われる場所にも出現する。河原の土手などでは、一面に繁茂することがある。

## 形態・生態
多年草で群生する。地下に白くて節が目立つ地下茎が横に長く這い、細根を出して繁殖し、所々から少数の葉をまとめて出す。噛むと甘みがある。
葉はほとんど真っすぐに立ち上がり、高さは30 - 80センチメートル程になる。イネに似たような葉には細くて硬い葉柄があって、その先の葉身はやや幅広くなり広線形で硬い。葉の裏表の差はあまりない。葉の縁はざらつくがススキほどではない。地上には花茎以外にはほとんど葉だけが出ている状態である。秋になると草紅葉が見られ、葉がススキよりも赤色に染まるが、中には黄色に色づくものある。葉は冬に枯れるが、温暖地では残ることもある。この時期、葉は先端から赤く染まるのが見られる。
花期は初夏（5 - 6月）で、葉が伸びないうちに葉の間から花茎を伸ばして、赤褐色の花穂を出す。この花穂を抜き取ってしゃぶり、噛むと甘みがある。穂は細長い円柱形で、葉よりも花穂は高く伸び上がり、花茎の上部に葉は少なく、ほぼまっすぐに立つ。小穂は基部に白い毛がある。花は小さく、銀白色の絹糸のような長毛に包まれて花穂に群がり咲かせ、褐色の雄しべがよく目立つ。果期の熟した穂は、綿のようにほぐれて、種子（果実）はこの綿毛に風を受けて遠くまで飛ばされる。
地下にしっかりした匍匐茎があるため、大変しつこい雑草である。群生して絹毛のような穂が日光に照らされて輝き、風になびく光景は美しいが、雑草としては最も強い性質をもち、一度土地に侵入すると絶やすのは難しい。
芽の先端が細く尖り、塩化ビニール製の蛇腹ホース程度なら貫通する場合もあるという。

## 花の構造
花穂は白い綿毛に包まれるが、この綿毛は小穂の基部から生じるものである。小穂は花序の主軸から伸びる短い柄の上に、2個ずつつく。長い柄のものと、短い柄のものとが対になっていて、それらが互いに寄り沿うようになっている。
小穂は長さが4ミリメートルほど、細い披針形をしている。小花は1個だけで、これは本来は2個であったものと考えられるが、第1小花はなく、その鱗片もかなり退化している。柱頭は細長く、紫に染まっていて、綿毛の間から伸び出すのでよく目立つ。

## 遷移との関係
遷移の上では、多年生草本であるので、1年生草本の群落に侵入すると、次第に置き換わってやや安定した草原を形成する。日本では、やがてススキなどが侵入すると、背の高さで劣るため、チガヤは次第に姿を消し、ススキ草原やササの群落から松林へと遷移が進む。
河川の土手などでは、定期的な草刈りや土手焼きなどによって、チガヤ草原が維持されている。昭和中期までは、土手の草は家畜の飼料や田畑の肥料として用いられたため、このような草刈りは定期的かつ丁寧に行われ、そのため土手の草は常に低く抑えられていた。ここにチガヤを主体として、ツリガネニンジンやツルボ、ワレモコウや、あるいは秋の七草などの草花が咲く環境が維持されていたようである。それ以後は、農業の形態が変わってこのような土手の草の需要がなくなったこともあって、草刈りや土手焼きは行われることが少なくなり、また富栄養化も進み、草丈が高くなってしまったところも多い。セイタカアワダチソウや、オオブタクサなどが侵入し、置き換わった場所もある。都市近郊では、大規模な改修が進み、芝生やコスモス畑などの人工的な緑地となったところもある。しかし道路周辺などの草刈りの行き届いた場所では、現在もよく見ることが出来、ごく普通種であることには代わりはない。
なお、日本以外の地域においては、チガヤ草原がより広範囲、恒常的に存在する場所もある。特に、熱帯から亜熱帯にかけての雨季と乾季のはっきりした地域ではチガヤは非常によく繁殖し、「世界最強の雑草」という称号すらある。世界の侵略的外来種ワースト100 (IUCN, 2000) 選定種の一つである。東南アジアなどで森林を破壊するとアランアランと呼ばれるチガヤ草原になりやすく、そうなると遷移を妨害してなかなか森林が回復しないと言われる。

## 人間との関わり
ごく人間の身近に生育する草である。地下にしっかりした匍匐茎を伸ばすので、やっかいな雑草である。
尖った葉は、昔の日本で邪気を防ぐと信じられていて、魔除けとしても用いられた。他方、さまざまな利用も行われた。
この植物は分類学的にサトウキビとも近縁で、根茎や茎などの植物体に糖分を蓄える性質がある。外に顔を出す前の若い穂はツバナといって、噛むとかすかな甘みがあって、昔は野で遊ぶ子供たちがおやつ代わりに噛んでいた。地下茎の新芽も食用となったことがある。万葉集にも穂を噛む記述がある。
かつて、茎葉は乾燥させて屋根を葺くのに使い、また成熟した柔らかな穂は火打石で火をつけるときの火口（ほくち）に使われた。乾燥した茎葉を梱包材とした例もある。
晩秋11 - 12月ころに地上部が枯れてから、細根と節についていた鱗片葉を除いた根茎を掘り起こして、日干しまたは陰干したものは茅根（ぼうこん）と呼ばれる生薬で、利尿、消炎、浄血、止血に効用がある薬草として使われる。また、花穂は完熟する前に採取して日干ししたものを茅花（ちばな）と通称していて、花穂の絹糸状の毛を切り傷などの患部につけて止血に役立てられる。漢方では、根茎を利尿目的で処方に配剤したり、花穂は止血の効力があるとして、外傷の止血剤に用いている。民間では、茅根8 - 12グラムを水500 ccで半量になるまで煎じ、1日3回に分けて服用する用法が知られている。妊娠のむくみ、急性腎炎によるむくみには、茅根15グラムを煎じて、1日3回に分けて服用する。根茎には、蔗糖、ブドウ糖、果糖、キシロース、カリ塩、酢酸、リンゴ酸、クエン酸、酒石酸、トリテルペノイド（シリンドリン、アランドリン）などを含んでいる。シリンドリンに利尿作用があり、カリ塩（カリウム）はナトリウムと結びついて、ヒトの体内から塩分を除く作用が知られている。
他に、ちまき（粽）は現在ではササの葉などに包むのが普通であるが、本来はチガヤに巻いた「茅巻き」で、それが名の由来であるとの説がある。
もう一つの利用として、園芸方面がある。この植物はむしろ雑草であるが、葉が赤くなる性質が強く出るものを栽培する例がある。